# Mazandaran (provins)
Mazanderan (Persisk: مازندران) , eller Mazenderan, (persisk: مازندران) er en af de 30 provinser i Iran. Provinsen ligger i det nordlige Iran, hvor den grænsar til Teheran og Semnan i syd, Gilan i vest, Golestan i øst og den kaspiske hav i nord. Mazandaran var en del af den ældgamle stat af Hyrcania og Tabaria.
Provinsens hovedby er byen Sari. Gorgan var også en del af Mazandaran, men er nu hovedby i den nye iranske provins Golestan (siden 1997).

## Økonomi
Jordbrug er den vigtigste indkomstkilde. Der dyrkes blandt andet: ris, hvede, druer, citrusfrugter, tobak m.m.
Mazenderan er ligeledes kendt for sit fiskeri, blandt andet af kaviar fra det Kaspiske Hav.

## Administrativ opdeling
Mazenderan dækker cirka 46,656 km² og befolkningen er på 2,6 millioner ifølge optællingen i 1996. Halvdelen er jordbrugere og bor i landsbyerne. Sâri er residensbyen.
Man kan komme til Mazenderan fra Tehran ad tre store veje: Harâz (Âmol-Rudehen), Kandovan (Câlus-Karaj), og Firuzkuh (Qâem Şahr-Firuzkuh).
Provinsen er inddelt i 15 amter:
| 1. Âmol 2. Bâbol 3. Bâbolsar 4. Behşahr 5. Câlus 6. Juybar 7. Mahmud-Âbâd 8. Nekâ | 1. Nur 2. Nowşahr 3. Qaemshahr (fd. Şâhi) 4. Ramsar 5. Sâri 6. Savad Kuh 7. Tonekabon |  |

- Wikimedia Commons har flere filer relateret til Mazandaran